# Леверет (ледник)
Ледникът Леверет (на английски: Leverett Glacier) е долинен ледник в Западна Антарктида, Земя Едуард VІІ, Бряг Гулд с дължина 90 km и ширина 6 – 7 km. Води началото си от Антарктическото плато на около 2000 m надморска височина, в района на планината Уотсън. „Тече“ на северозапад между Калифорнийското плато и планината Теплей на югозапад и Станфордското плато и планината Харолд Бърд на североизток, части от Трансантарктическите планини. „Влива“ се в най-южната част на шелфовия ледник Рос, в близост до „устието“ на ледника Скот.
Ледникът Леверет е открит, изследван и топографски заснет през декември 1929 г. от полевата партия, водена от геолога Лорънс Гулд, на американската антарктическа експедиция (1928 – 30), ръководена от видния американски антарктически изследовател Ричард Бърд. Наименуван е в чест на Франк Леверет (1859 – 1943) виден американски геолог, ректор на Мичиганския университет.